# Kodibeleng
Kodibeleng – wieś w Botswanie w dystrykcie Central. Według spisu ludności z 2011 roku wieś liczyła 1298 mieszkańców.